# 13700 Connors
13700 Connors este un asteroid din centura principală de asteroizi.

## Descriere
13700 Connors este un asteroid din centura principală de asteroizi. A fost descoperit pe 26 iunie 1998 la Kitt Peak National Observatory în cadrul proiectului Spacewatch. El prezintă o orbită caracterizată de o semiaxă mare de 2,20 ua, o excentricitate de 0,20 și o înclinație de 6,1° în raport cu ecliptica.